# Стефани Майър
Стефани Майър (на английски: Stephanie Meyer) е американска писателка на бестселъри в жанра фентъзи.

## Биография
Стефани Майър е родена на Бъдни вечер 1973 г. в Хартфорд, Кънектикът, в семейството на Стивън и Синди Морган. Има две сестри – Емили и Хейди – и трима братя – Сет, Пол и Джейкъб, като Стефани е второто от момичетата, а момчетата са по-малки от тях. Принадлежи към Църквата на Иисус Христос на светиите от последните дни (мормоните).
Семейството ѝ се установява във Финикс когато е на 4 години. Учи в гимназията в Скотсдейл, а след това в университета „Бригам“ в Прово, Юта.
Запознава се със съпруга си, Крисчън „Панчо“ Майър, през 1977 г., когато е на 4, но дълги години общуването им се свежда до приятелски поздрави, когато се засекат в църквата. Шестнадесет години след първата им среща, през 1993 г., нещата се променят и само след девет месеца, в началото на 1994 г., двамата вече са женени. Щастливото им семейство се допълва от тримата им синове – Гейб, Сет и Ели. Любимите ѝ писатели са Орсън Скот Кард, Джейн Остин, Уилям Шекспир и Шарлот Бронте.

## „Здрач“
Автор е на поредицата фентъзи романи „Здрач“. Тя се състои от книгите „Здрач“ (2005), „Новолуние“ (2006), „Затъмнение“ (2007) и „Зазоряване“ (2008). „Новолуние“ и „Здрач“ са филмирани съответно през 2009 и 2007 г. Идеята за „Здрач“ дошла в съзнанието на Майър на 2 юни 2003 г., когато тя сънувала момиче и вампир, влюбен в нея, но същевременно жаден за кръвта ѝ. Две години по-късно този сън дава основата на един от най-успешните романи за последното десетилетие. Поредицата е преведена на 37 езика, сред които и български. В България серията издава издателство „Егмонт“.
Книгата достига 5-о място в класацията за бестселъри на „Ню Йорк Таймс“ през 2005 г. Не по-малък е и успеха на трите ѝ продължения.

## Книги
| Година      | Българско наименование            | Оригинално наименование                      | ISBN                   |
| 2005        | Здрач                             | Twilight                                     | ISBN 978-954-27-0336-5 |
| 2006        | Новолуние                         | New Moon                                     | ISBN 978-954-27-0320-4 |
| 2007        |                                   | Prom Nights From Hell                        |                        |
| 2007        | Затъмнение                        | Eclipse                                      | ISBN 978-954-27-0335-8 |
| 2008        | Зазоряване                        | Breaking Dawn                                | ISBN 978-954-27-0352-5 |
| 2008        | Скитница                          | The Host                                     | ISBN 978-954-28-0627-1 |
| 2010        | Краткият втори живот на Бри Танър | The Short Second Life of Bree Tanner         | ISBN 978-954-27-0495-9 |
| 2011        |                                   | Twilight Saga: TheOfficial Illustrated Guide |                        |
| 2015        | Живот и смърт: Здрач пренаписан   | Life and Death: Twilight Reimagined          | ISBN 978-954-27-1644-0 |
| 2016        | Химикът                           | The Chemist                                  | ISBN 978-954-28-2262-2 |
| 2020        | Среднощно слънце                  | Midnight Sun                                 | ISBN 978-954-27-2508-4 |
| (планирана) | Душа                              | The Soul                                     |                        |
| (планирана) | Търсачът                          | The Seeker                                   |                        |

Освен серията „Здрач“, Майър е написала Prom Nights From Hell и The Host. Очакват се и 2 продължения на The Host – The Soul и The Seeker.